# Mohelnická brázda
Mohelnická brázda (332.67) – mikroregion w północno-wschodnich Czechach, w Sudetach Wschodnich w zachodniej części kraju ołomunieckiego. Według podziału fizycznogeograficznego profesorów: Jerzego Kondrackiego i Wojciecha Walczaka mikroregion wchodzący w skład Sudetów Wschodnich.

## Fizjografia
Niecka Mohelnická brázda – rodzaj obniżenia geologicznego. Wąski, podłużny, płytki rów tektoniczny o falistej powierzchni, położony w górnej części dorzecza Morawy na wysokości od ok. 335 do 245 m n.p.m. poprzecinany w poprzek dopływami Morawy. Rów Mohelnicki jest wydłużoną i stosunkowo wąską doliną o szerokość od 3 do 5 km ciągnie się na długości ponad 30 km, o przebiegu NNW – SSE od miejscowości Ruda nad Moravou na północnym zachodzie do okolic miejscowości Loštice na południowym wschodzie. Od północy i wschodu graniczy z Hanušovicką vrchoviną (cz. Hanušovická vrchovina), od południa z Obniżeniem Górnomorawskim (cz. Hornomoravský úval), a od zachodu z Wyżyną Zabrzeską (cz. Zábřežská vrchovina). Niecka zajmuje powierzchnię 122,16 km², średnia wysokość to 288,8 m, a najwyższy punkt to 375,6 m (49°59′15.869″N, 16°52′54.719″E) w pobliżu Ruda nad Moravou. Najwyższym wzniesieniem tego mikroregionu jest wzgórze Homůlka (333 m n.p.m.), położone w gminie Rovensko.

## Budowa Geologiczna
Podłoże zbudowane jest ze skał metamorficznych, tzw. kulmu wschodniosudeckiego: łupków serycytowych, fyllitów, zieleńców i osadowych: piaskowców, łupków ilastych, mułowców, iłowców, zlepieńców, z wkładkami wapieni, łupków kwarcowych i łupków grafitowych, które przykrywają młodsze warstwy młodszymi osadami trzeciorzędowymi i czwartorzędowymi oraz bagnistymi osadami naniesionymi przez Morawę.

## Krajobraz
Krajobraz dolin i obniżeń, przeważają rozległe lekko sfalowane zalewowe powierzchnie o małych spadkach, rozcięte przez systemy rzeczne. Obfituje w śródpolne kępy drzew i zarośli, resztki bagien, zbiorniki wodne pochodzenia naturalnego, oraz powstałe w wyniku zalania poeksploatacyjnych wyrobisk górniczych. Obszar zajmują zabudowania i w większości pola uprawne z małym udziałem łąk i pastwisk. Krajobraz częściowo przeobrażony. Pierwotny charakter krajobrazu w większości został zachowany. Obszar średnio zaludniony.

## Rzeźba
Cały obszar jest lekko sfalowane poprzecinany potokami z niewyraźnie zaznaczonymi niezalesionymi wypukleniami. Rzeźbę terenu urozmaicają lokalnie pagórki o kopulastych kształtach oraz meandrująca rzeka Morava.

## Klimat
Obszar MB leży w umiarkowanej strefie klimatycznej, charakteryzuje się łagodnymi zimami i ciepłymi latami. W porównaniu z sąsiednimi rejonami opady są stosunkowo niewielkie, z powodu wyżej położonych zachodnich, wschodnich i północnych terenów, które wychwytują znaczną ilość opadów wnoszonych do obszaru przez przepływające masy powietrza z północnego zachodu. Obszar MB jest stosunkowo suchy, średnia roczna opadów wynosi około 600 mm. W MB średnia wysokość pokrywy śnieżnej wynosi 20 cm, ale ma nieciągły czas zalegania, przerywany odwilżami. Średnia liczba dni mglistych wynosi ok. 96, stosunkowo wysoka liczba dni mglistych spowodowana jest położeniem. MB otoczona jest od strony: północnej, zachodniej i wschodniej pasmami górskimi. Roczna wilgotność względna około 77%, a średnia liczba dni słonecznych 270 z czego większość występuje latem. Średnia temperatura roczna 8–9 °C. Cyrkulacja powietrza uzależniona jest od kierunku wiatru. W sezonie letnim przeważają wiatry z kierunku północno-zachodniego, a na przedwiośniu i wiosną dominują z kierunku północno-wschodniego. Wiatry wschodnie i południowo-wschodnie występują w mniejszym stopniu, ale osiągają wyższą prędkość. Zachodnie wiatry mają mniejszą prędkość przepływu, ale przynoszą masy wilgotnego powietrza.

## Wody
Głównym ciekiem jest rzeka Morawa przepływająca przez środek MG oraz niewielkie cieki wodne, do których spływa woda z gruntów rolnych. W obrębie obszaru MB występują naturalne zbiorniki wodne są to stawy hodowlane, oczka wodne usytuowane wśród pól i zadrzewień oraz zbiorniki wodne, które powstały w wyniku zalania wodą poeksploatacyjnych wyrobisk górniczych. Największe z nich to jeziora: Moravičanské jezero i Mohelnický bag stanowiące użytki rekreacyjne. Ponadto sieć rzeczną tworzą potoki: Bludovský potok, Desná, Moravská Sázava, Loučka, Mírovka, Rohelnice, Třebůvka, Kvétinský potok, Nivka, Rakovec, Lužní potok, Doubravka.

## Miejscowości
- Bludov,
- Bohuslavice,
- Chromeč,
- Leština,
- Loštice,
- Lukavice,
- Mohelnice,
- Moravičany,
- Olšany,
- Postřelmov,
- Ruda nad Moravou,
- Třeština,
- Zábřeh.

## Ciekawostka
Mohelnická brázda jest najdalej wysuniętą na południe częścią Sudetów Wschodnich.